# Patricia Banks-Edmiston
Patricia Noisette Banks-Edmiston (Queens, 27 de abril de 1937) es una mujer estadounidense de Queens, Nueva York, que fue una de las primeras personas negras en la profesión de auxiliar de vuelo. Ella combatió activamente las prácticas discriminatorias en los Estados Unidos al iniciar una acción legal contra Capital Airlines (fusionada con United Airlines en 1961) a través de la Comisión Contra la Discriminación del Estado de Nueva York. Se cree que el caso allanó el camino para que otras aerolíneas comenzaran a emplear mujeres negras.

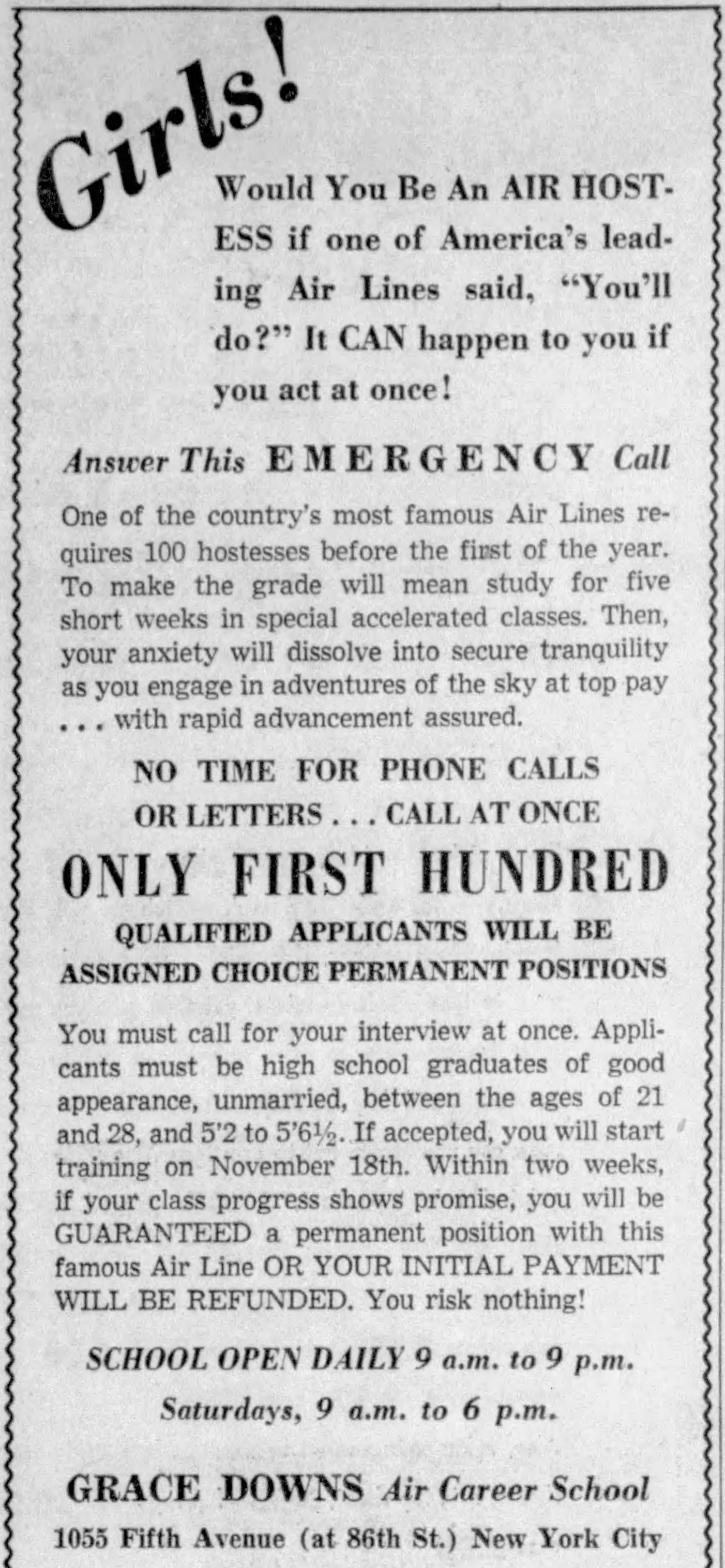
Anuncio de 1954 de la Grace Downs Air Career School en The Reporter Dispatch.

## Educación inicial y carrera
Edmiston asistió a Queens College durante un año para estudiar psicología y fue aceptado en Grace Downs Air Career School en 1956. Después de completar su formación para ser auxiliar de vuelo, Edmiston buscó empleo en varias compañías aéreas, pero se encontró con constantes rechazos. Fue entrevistada por Mohawk Airlines, Trans World Airlines y Capital Airlines, pero no fue seleccionada para avanzar en el proceso de contratación.

### Denuncia legal
Durante el proceso de selección de Capital Airlines, Edmiston recibió inicialmente una calificación de «B+» de parte de la auxiliar de vuelo principal, que la compañía consideró «aceptada para un empleo futuro», pero su solicitud fue anulada posteriormente a pedido del director de servicio al pasajero. Una jefa de auxiliares de vuelo de Capital Airlines le dijo a Banks que «la compañía no contrataba personas negras en capacidades de vuelo». En ese momento, los pilotos, ingenieros y azafatas rara vez eran afroestadounidenses.
En 1957, Edmiston consultó con Adam Clayton Powell Jr. y recurrió legalmente al presentar una denuncia contra Capital Airlines ante la Comisión contra la Discriminación del Estado de Nueva York. Después de una batalla legal de tres años, la Comisión dictaminó en 1960 que la aerolínea había discriminado ilegalmente a Edmiston por su raza y les exigió que le ofrecieran un empleo. También ordenaron a Capital Airlines que «cese y desista de mantener una política de prohibir el empleo de negros debido a su color, en todas las capacidades de vuelo, incluida la de auxiliar de vuelo». El caso es ampliamente reconocido por conducir al inicio de otras aerolíneas contratando mujeres negras.
En mayo de 1960, cuatro años después de postularse por primera vez a Capital Airlines, comenzó a trabajar como auxiliar de vuelo. Fue la primera auxiliar de vuelo afroestadounidense en la aerolínea. Renunció en 1961 para continuar sus estudios.

### Después de 1961
Banks-Edmiston trabajó como consejera en el Centro de Rehabilitación de Adictos en la ciudad de Nueva York de 1970 a 1972, y luego fue contratada como gerente de programa en el Consejo de Planificación de Mano de Obra de la ciudad de Nueva York. En 1974, Edmiston se convirtió en gerente de programas en la Oficina de Servicios de Abuso de Sustancias y Alcohol del Estado de Nueva York, y obtuvo una Licenciatura en Psicología del Empire State College al año siguiente. Regresó al Centro de Rehabilitación de Adictos en 1999, sirviendo como consultora hasta 2015. Entre 2000 y 2002, también trabajó con American Airlines Medical Wings International. También fue miembro de la junta directiva de Black Flight Attendants of America y capitana del equipo de desastres de la Cruz Roja Estadounidense de 1999 a 2001. Banks-Edmiston tiene un cinturón negro en Shotokan.

## Premios
Edmiston fue incluida en el Salón de la Fama de la Aviación Negra en el Museo Nacional de Derechos Civiles y ha sido honrado por el Instituto Smithsoniano.